# Adranodoro de Siracusa
Adranodoro (m. Siracusa, 213 a. C.) fue tirano de Siracusa en el 214 a. C.
Hierón II lo hizo desposar con su hija Demarata y después lo nombró miembro del consejo que debía vigilar a su nieto Jerónimo de Siracusa. Fue uno de los principales artífices de la disolución del mismo consejo y estuvo entre los que convencieron a Jerónimo para romper la alianza con los romanos en favor de una alianza con los cartagineses.
Después de la emboscada en la que murió Jerónimo, se produjeron desórdenes multitudinarios y Adranodoro se hizo fuerte en la isla de Ortigia. Gran parte de la población de Siracusa se reunió en asamblea y le conminó a ponerse a disposición del pueblo. Adranodoro decidió aceptar, así que puso las llaves de Ortigia a disposición de la asamblea, así como el tesoro real. Luego se celebraron elecciones en las que fue nombrado arconte. Sin embargo, poco después fue acusado de tramar una conspiración para tomar el poder y por ello fue asesinado.